# Plac im. Stanisława Zdanowskiego w Siedlcach
Plac im. Stanisława Zdanowskiego - plac znajdujący się w Siedlcach w południowej części Śródmieścia. Głównym obiektem placu jest dworzec kolejowy stacji Siedlce, znajduje się tu także obelisk cechów rzemieślniczych miasta partnerskiego Dasing oraz Pomnik Pamięci Kolejarzy Poległych na Podlasiu. Przez plac przechodzi ul. Kolejowa zostawiając na środku teren zielony. Nazwa poświęcona jest Stanisławowi Zdanowskiemu, wiceprezydentowi Siedlec w latach 1931–1939. 

## Układ
Plac położony jest przy Dworcu PKP w Siedlcach, w miejscu przecięcia się ul. Armii Krajowej, ul. Kolejowej, ul. hetmana Stanisława Żółkiewskiego oraz ul. Tadeusza Czackiego (jednokierunkowa). Na środku placu znajduje się teren zielony z początkowo trzema ścieżkami, obecnie tylko dwoma. Na jednej ścieżce znajdują się ławki, druga prowadzi do przejścia dla pieszych. Po środku placu stoi obelisk cechów rzemieślniczych (zwany również „drzewem majowym" lub „drzewem rzemiosł") miasta partnerskiego Dasing.
Przy placu znajduje się postój taksówek oraz dwa parkingi: jeden płatny, drugi duży. Na dużym parkingu znajduje się Pomnik Pamięci Kolejarzy Poległych na Podlasiu. Przy placu położony jest także budynek Poczty Polskiej, supermarket Biedronka oraz piekarnia Putka.

## Historia
Początkowo był to plac manewrowy przed dworcem dla taksówek i dorożek. Data nadania nazwy placu jest nieznana, prawdopodobnie po 1966 r. po śmierci Stanisława Zdanowskiego lub przebudowie dworca przed wizytą papieża w 1999 r..
Po zakończeniu II wojny światowej na placu postawiono Pomnik Pamięci Kolejarzy poległych na Podlasiu. Na pomniku widniał napis „Pamięci Kolejarzy Poległych na Podlasiu w walce z okupantem w latach 1939–1944".
W czasie obchodów Dni Siedlec w 2005 r. na placu postawiono obelisk cechów rzemieślniczych miasta partnerskiego Dasing. Jest to drewniany słup z bocznymi wspornikami, na których wiszą tabliczki z symbolami i nazwami dziedzin rzemiosła, nad którymi czuwa siedlecki Cech Rzemiosł Różnych.
W 2018 r. odnowiono Pomnik Pamięci Kolejarzy poległych na Podlasiu z uwagi na słaby stan techniczny poprzednika.
W czasie remontu dworca w latach 2021–2023 prawdopodobnie wyremontowano scieżki na Placu im. Stanisława Zdanowskiego. Wymieniono chodnik (choć jednej ścieżce nie dokończono) oraz zmniejszono ilość ścieżek z 3 do 2.